# OkCupid
OkCupid – amerykańska sieć społecznościowa i serwis randkowy. Usługi OkCupid są dostępne za pośrednictwem aplikacji na systemy operacyjne iOS i Android. Idea platformy polega na zadawaniu pytań i dopasowywaniu ludzi na podstawie udzielonych odpowiedzi. Portal wykorzystuje własny system serii ankiet zawierających różne pytania, łącząc je z preferencjami użytkownika przy wyborze partnera. Z OkCupid korzysta 4,5 miliona unikalnych użytkowników dziennie.
Serwis OkCupid został uruchomiony w 2004 roku. W lutym 2011 r. został przejęty przez przedsiębiorstwo IAC, właściciela Match Group.